# Suzuki Swift
Pour les articles homonymes, voir Swift.

La Swift est une citadine polyvalente produite par le constructeur automobile japonais Suzuki.

Logo de la Suzuki Swift

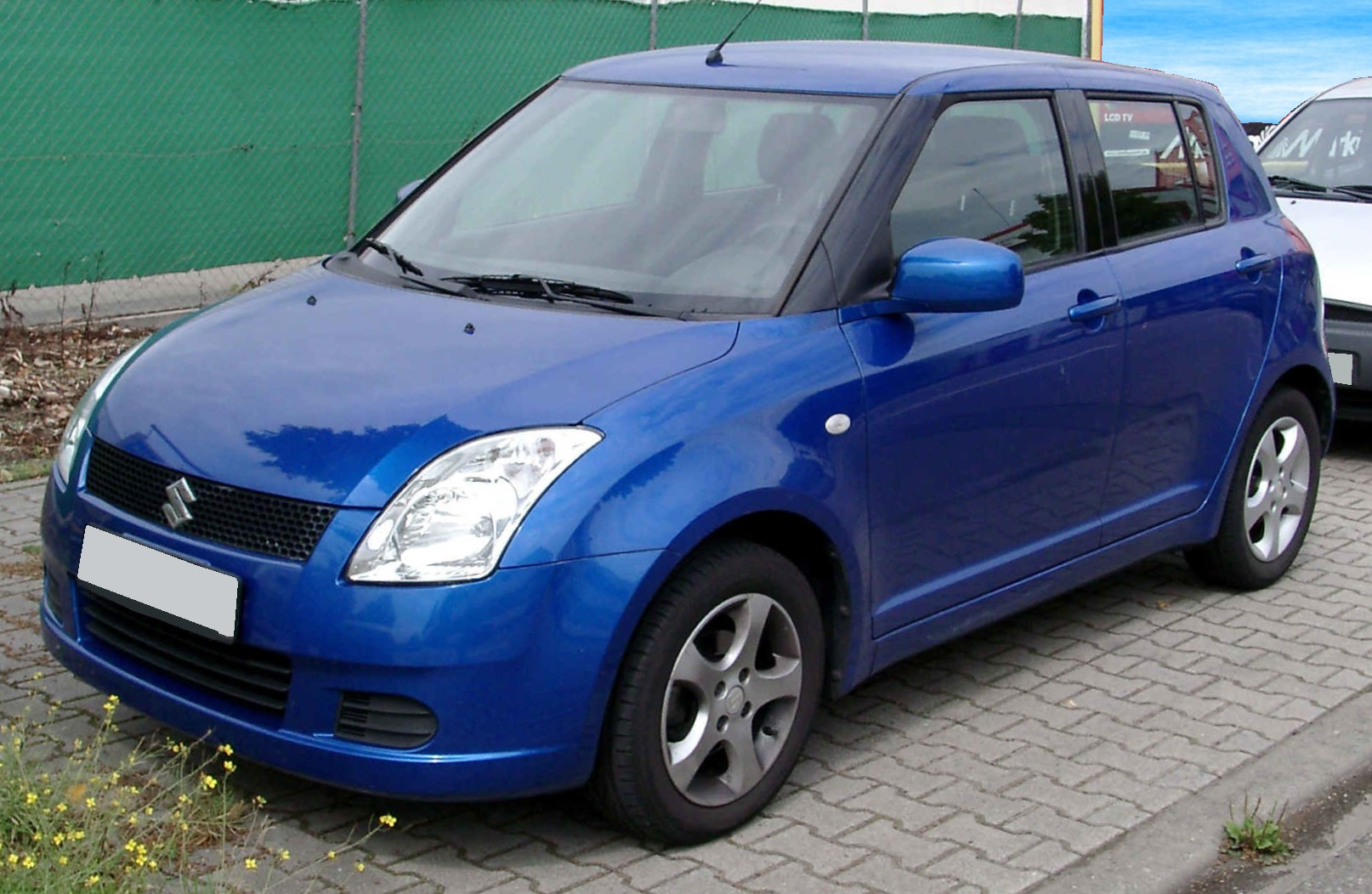
Suzuki Swift I

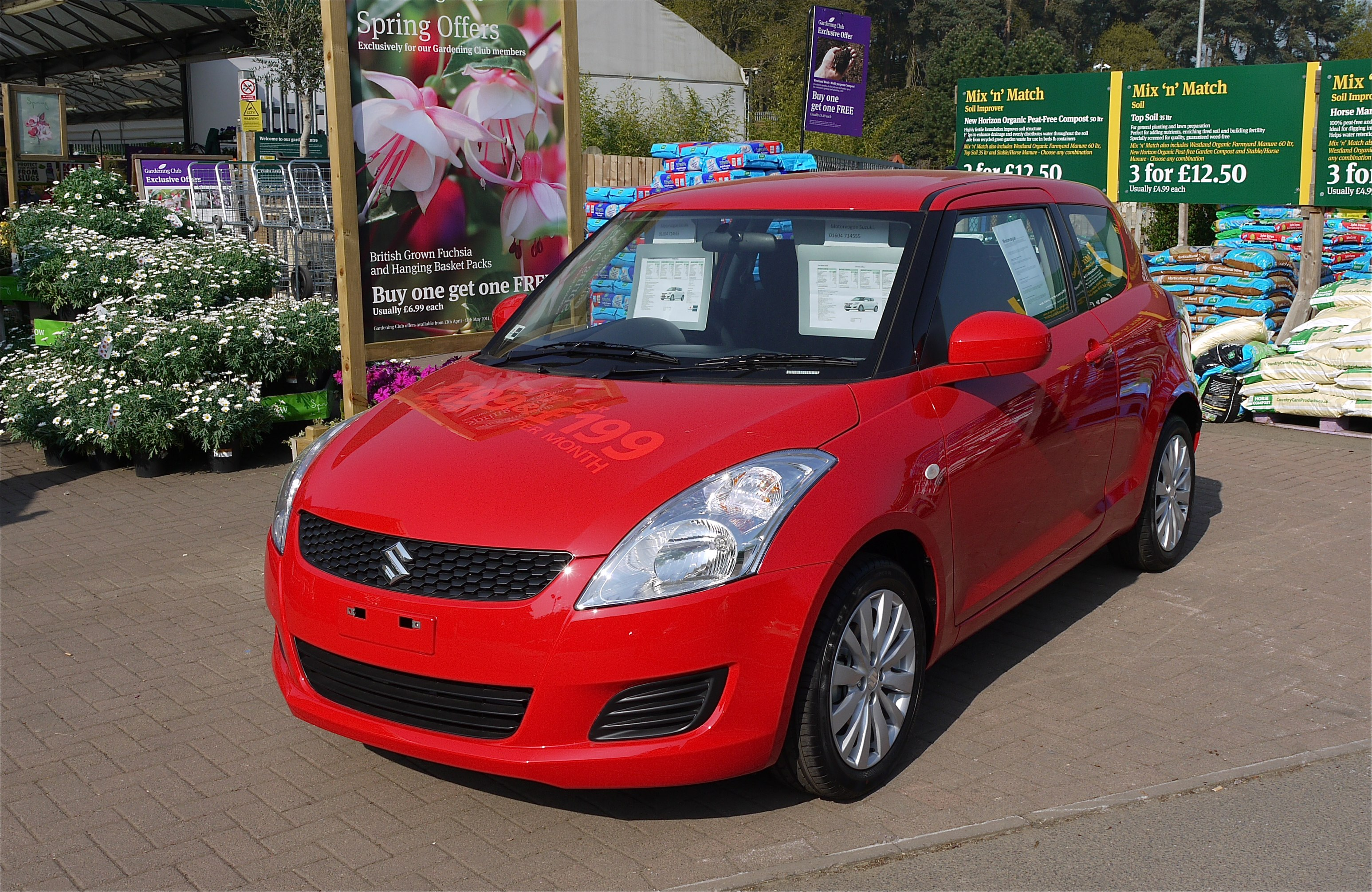
Suzuki Swift II

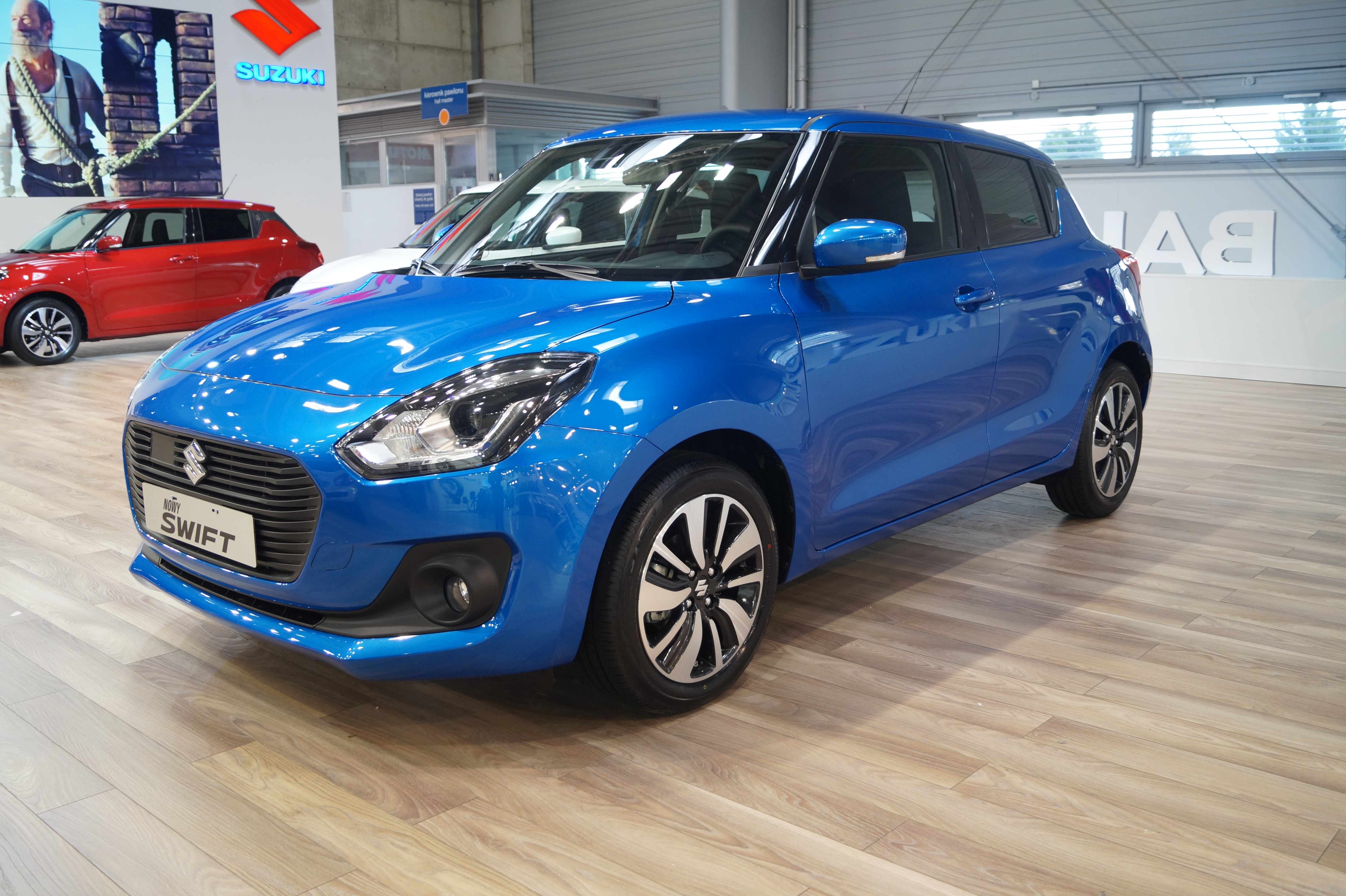
Suzuki Swift III

Le nom de Swift est apparu au début comme une appellation alternative de la Suzuki Cultus, utilisée notamment en Europe. Le nom Swift a ensuite été utilisé au Japon pour désigner la Suzuki Ignis de première génération. Puis, en 2004, il est devenu le nom d'une lignée indépendante de citadines.

## Production
Les Suzuki Swift II sont principalement produites au Japon, en Hongrie, en Inde et en Chine.
En Hongrie, la production se réalise à l'usine d' Esztergom.
Au Japon, l'une des principales usines export se trouve dans la province de Shizuoka. Les Swift y font partie des 240000 véhicules qui seront produits annuellement à partir de 2008 pour répondre à la demande croissante des marchés européen, américain et sud-américain .
La Suzuki Dzire ou Maruti Dzire est une berline tricorps vendue en Inde par Maruti à partir de 2008. Elle est basée sur la Suzuki Swift européenne.
Depuis le lancement de la Suzuki Swift III en 2017, la production de ce modèle est rationalisée en 3 centres de productions.
Pour les marchés européen, japonais, océanien et sud-américain, la Swift est produite et exporté par l'usine japonaise de Suzuki Sagara à Makinohara-shi dans la préfecture de Shizuoka..
Les deux autres centres de production de la Suzuki Swift III sont basés en Inde dans l'usine de Suzuki Motor Gujarat Private Limited qui délivre ses modèles exclusivement pour le marché indien et en Thaïlande dans l'usine Suzuki motor Thailand pour le marché de l' ASEAN.

## Modèles ayant reçu l'appellation Swift

### Suzuki Cultus

#### Suzuki Cultus I type AA (1983-1989)

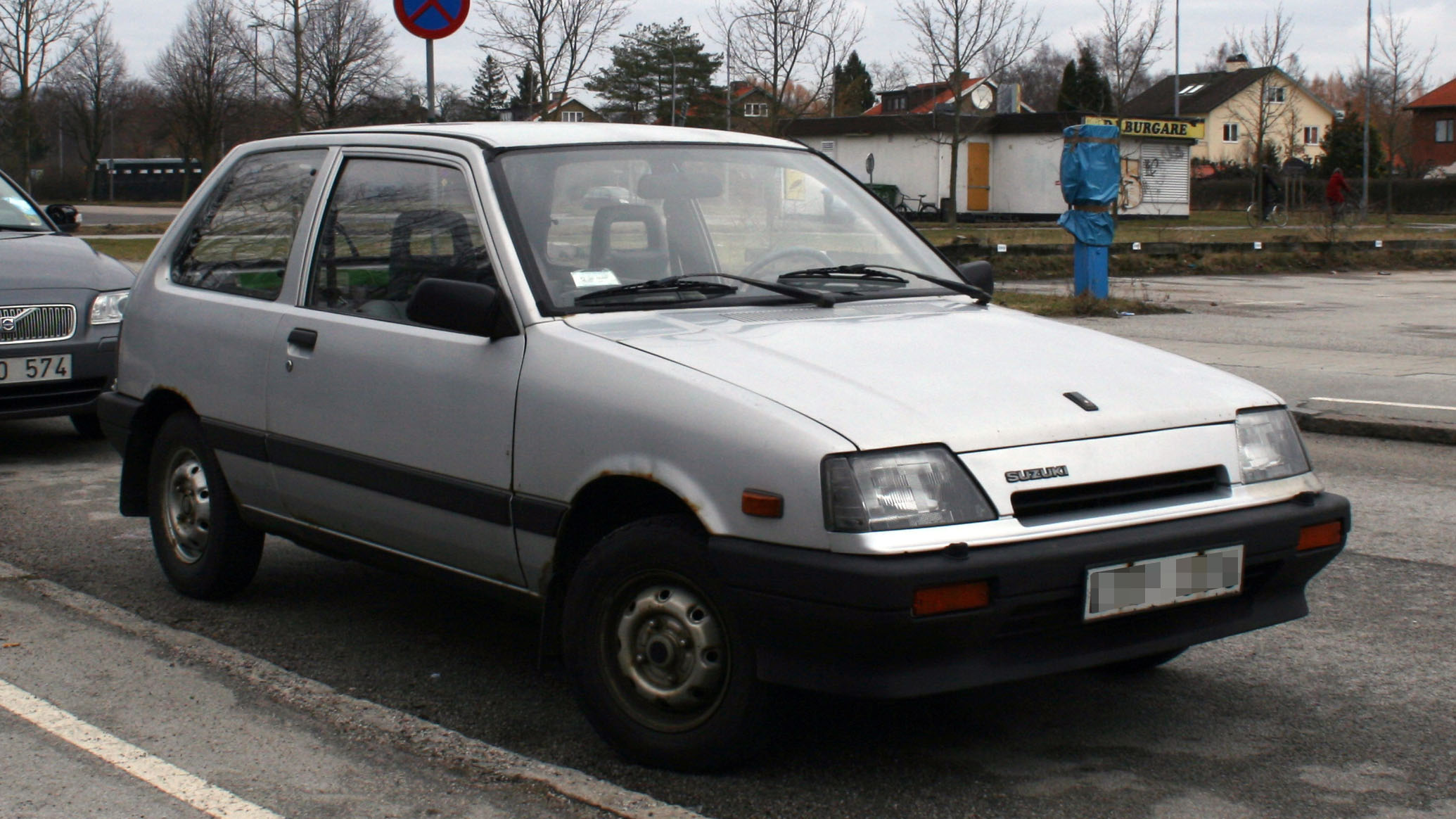
Suzuki type AA

Ce modèle, conçu en partenariat avec General Motors, est apparu pour la première fois au Salon de Tokyo en octobre 1983. La Swift était alors vendue sur le marché intérieur japonais sous le nom de Suzuki Cultus et ailleurs sous les appellations de Suzuki Forsa, Suzuki Jazz, Chevrolet Swift, Chevrolet Sprint, Chevrolet Metro, Pontiac Firefly, Maruti 1000, Holden Barina ou Subaru Justy.

#### Suzuki Cultus II type EA (1988-1995)

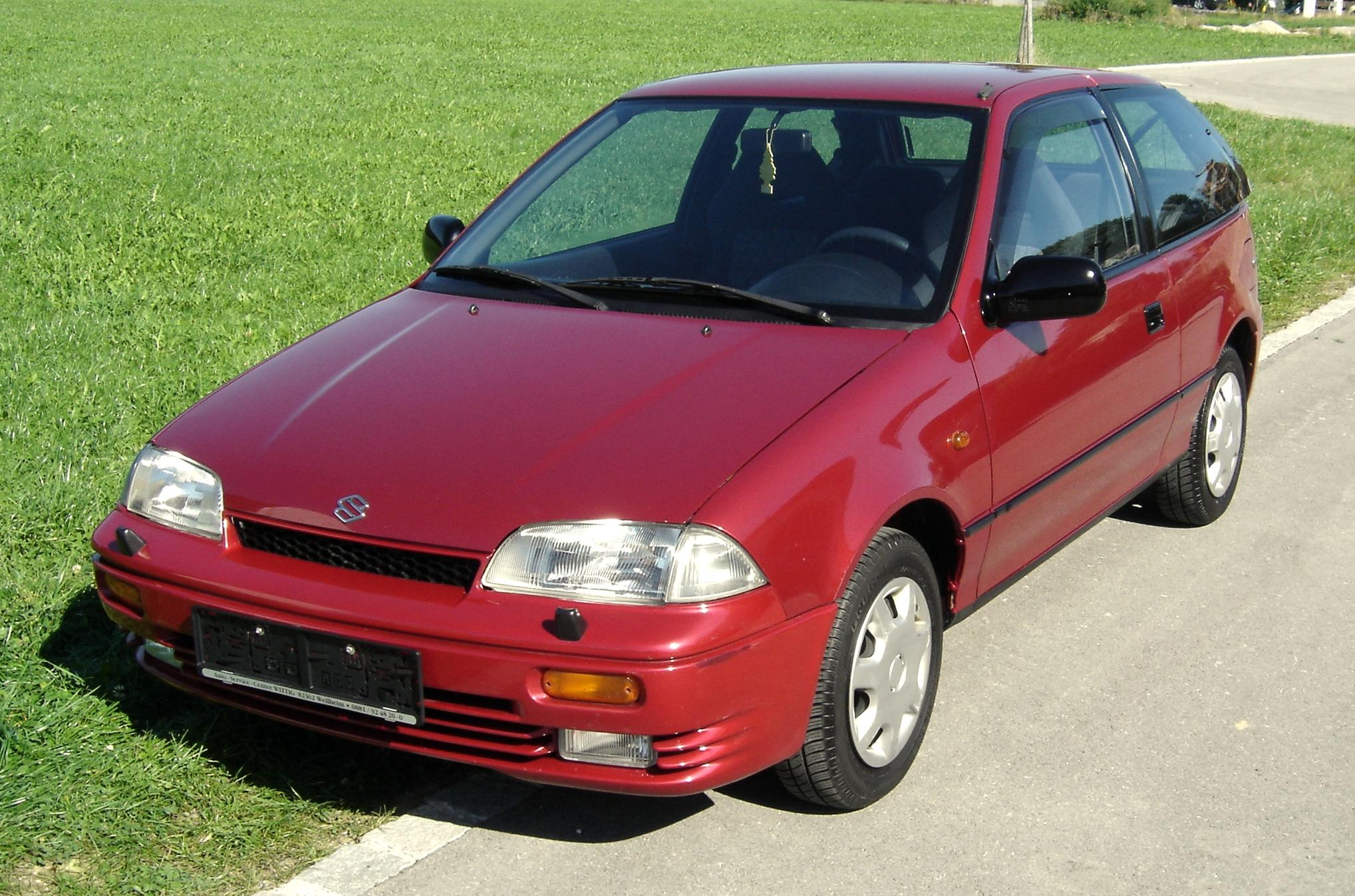
Suzuki type EA

La seconde génération lui succède en septembre 1988. Celle-ci connaîtra une longue carrière en subissant de nombreuses modifications jusqu'à sa disparition en 2003. Des versions de cette voiture ont été produites en Inde jusqu'en 2007 puis au Pakistan.

#### Suzuki Cultus III & type MA (1995-2003)

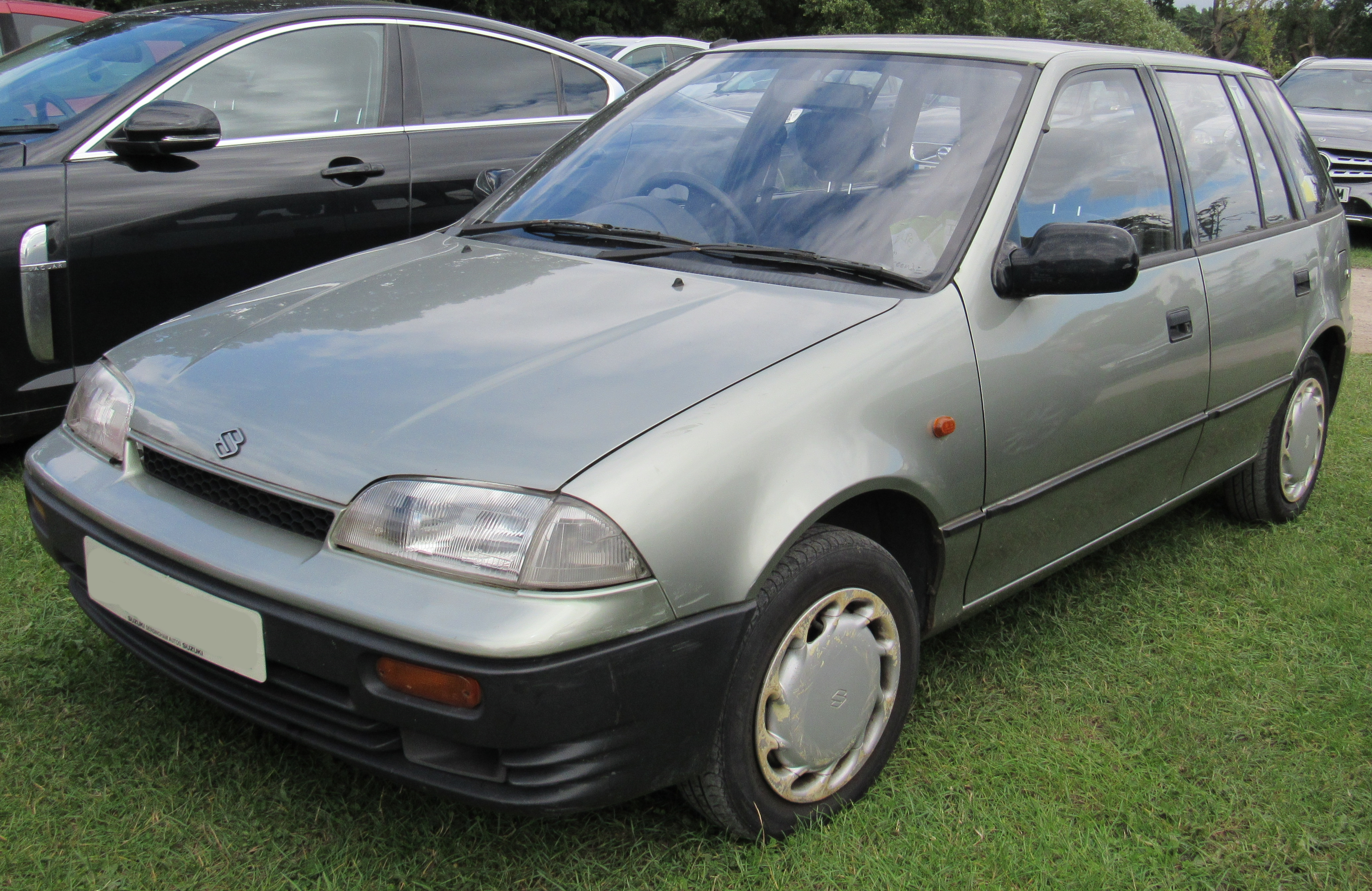
Suzuki type MA

En 1995 apparait le type MA qui est une refonte du précédent. 
Parallèlement, une Cultus de troisième génération est lancée en 1994, d'abord sous l'appellation de Cultus Crescent, puis simplement Cultus à partir de 1997 lorsque la Cultus simple disparait du marché japonais. À l'export, cette troisième génération se nomme Baleno. Cette compacte, sera la dernière Suzuki à avoir porté le nom de Cultus.

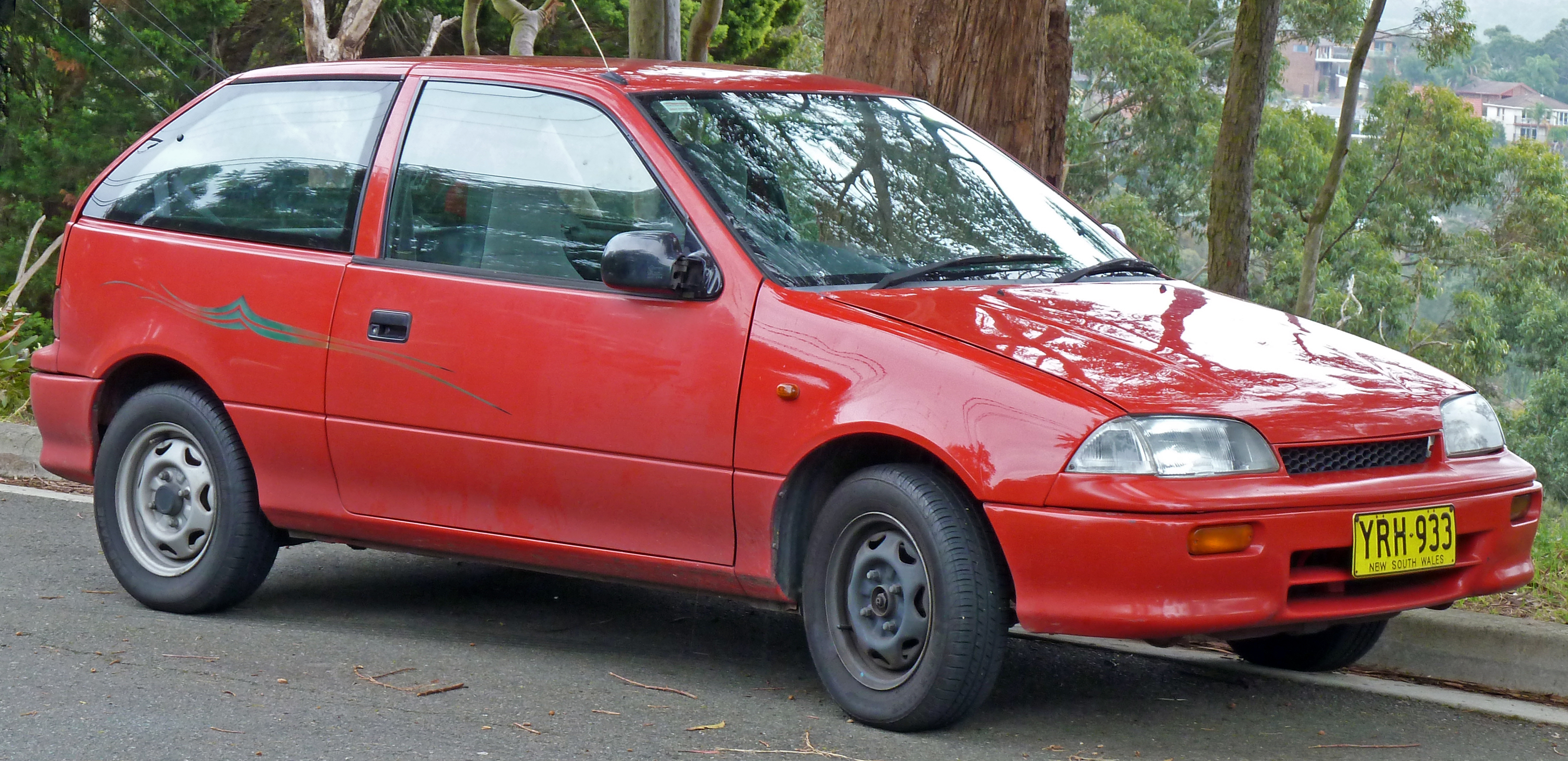
Suzuki Swift
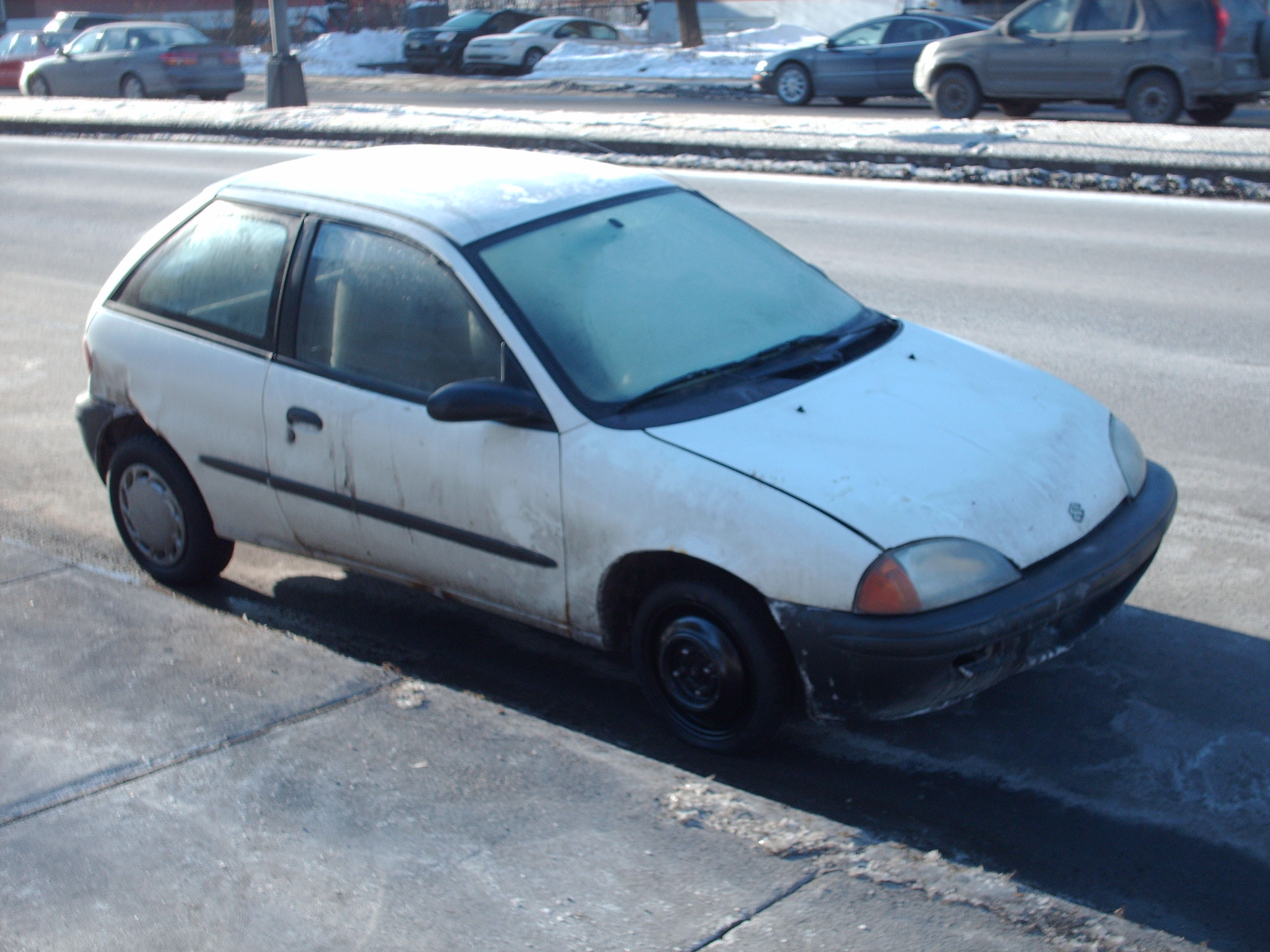
Suzuki Swift

### Suzuki Ignis type FH (2000-2006)

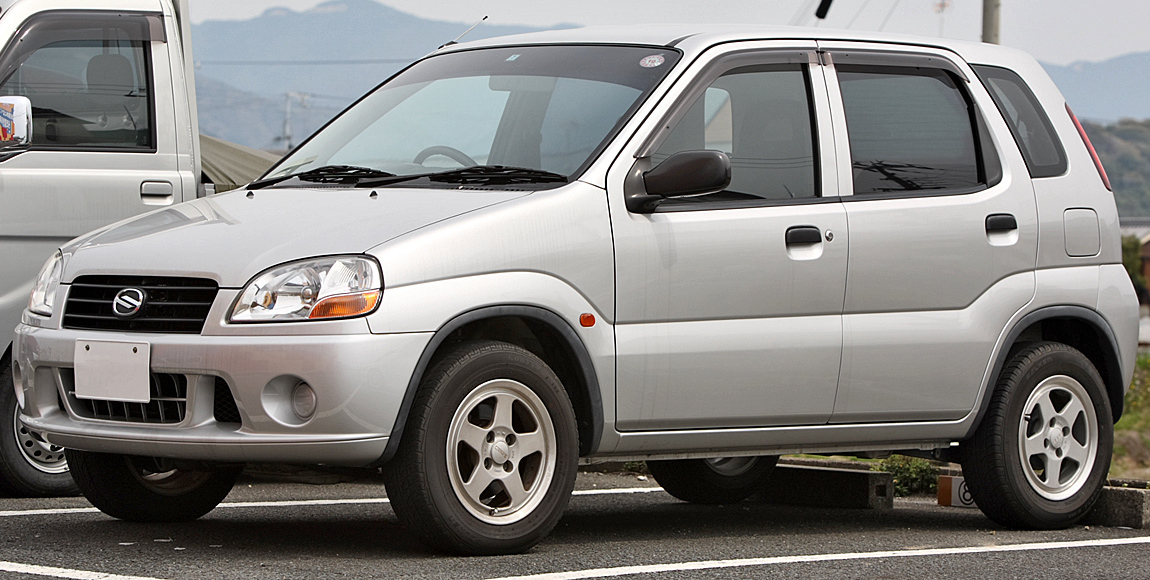
Suzuki type FH

Suzuki lance en janvier 2000 la première génération de Swift à être commercialisée sous ce nom mais uniquement au Japon. Cette Swift est exportée sous le nom de Suzuki Ignis dans le reste du monde.

Suzuki considère ce modèle comme une Ignis et non comme une Swift. Le nom "Swift" ayant été utilisé uniquement au japon et non au niveau mondial, c'est la Swift de 2004 qui prend le nom de Swift I.

## Suzuki Swift

### Suzuki Swift I type RS (2004-2021)
La Suzuki Swift I est commercialisée de 2004 à 2010 au Japon. Sa fabrication dure plus longtemps dans d'autres pays d'Asie (2011 en Inde et en Indonésie, 2018 en Chine, 2021 au Pakistan).
Conçue notamment pour le marché européen, c'est la première Swift à porter ce nom dans l'ensemble des pays où elle est commercialisée. Bien que Suzuki ait produit une Swift en 2000 uniquement pour son marché local, la marque nippone ne reconnaît pas ce modèle comme la première génération de Swift. Ainsi, dans toutes ses présentations, la Swift de 2004 est présentée comme la première génération.

### Suzuki Swift II type AZG (2010 - 2017)
La Suzuki Swift II est commercialisée à partir de 2010 et restylée en 2014. Elle dispose de deux motorisations essence dont une réservée à sa version sport, ainsi qu'une version diesel.
La Swift II est disponible en 3 ou 5 portes avec quatre niveau de finitions Avantage (GA), Privilège (GL),GLX et (GLX) Pack.

### Suzuki Swift III type A2L (2016-)
Fabriquée dès décembre 2016 au Japon, la Suzuki Swift III fait sa première apparition au salon de Genève en mars 2017 avant d'être vendue en Europe à partir de mai 2017.
La Swift III est disponible en 3 niveau de finitions : Avantage, Privilège et Pack.   
Une version Sport de la Swift sera présenté au Salon de l'automobile de Francfort de 2017, celle-ci sera commercialisée à partir du premier trimestre 2018 en France
La Suzuki Swift Sport passe à une version mild hybride (assistance électrique avec un alterno-demarreur) de technologie SHVS (Smart Hybrid Vehicle by Suzuki) depuis janvier 2020.  
La Suzuki Swift restylée est dévoilée le 1er juillet 2020 et sera commercialisée dans la foulée. 

### Suzuki Swift IV (2023-)
La Suzuki Swift IV, lancée en 2023, repose sur une évolution de la plateforme Heartect et conserve un design dynamique et compact tout en intégrant des technologies modernes telles que le mild hybrid 12V pour améliorer la consommation et réduire les émissions,.